# Marie-Jeanne Amélie Harlay
Marie-Jeanne Amélie Harlay, nota anche come Marie-Jeanne de Lalande (Parigi, 1768 – 1832), è stata un'astronoma e scienziata francese.

## Biografia
Marie-Jeanne Amélie Harlay fu una nipote acquisita dell'astronomo francese Jérôme Lalande, che fu direttore dell'Osservatorio Astronomico di Parigi fino al 1768. Anche lei si dedicò all'astronomia, insegnandola a Parigi. Alcuni suoi lavori apparvero nell'Abrégé de Navigation di Lalande. Le sue tavole per determinare l'ora in mare sulla base della posizione del Sole e delle stelle vennero pubblicate nel 1793. Morì all'età di 64 anni.
Il cratere de Lalande su Venere è stato così denominato in suo onore.